# Salvo Nicolosi, Vol.3
Salvo Nicolosi, Vol.3 è il terzo album del cantante napoletano Salvo Nicolosi, del 1988

## Tracce
1. Domenica italiana (Con te sotto le stelle)
2. Frutta fresca (Sotto il sole d'estate)
3. Patrizia
4. Dimmelo ancora
5. Aggia muri'
6. Amammece accussì
7. Io vengo a scola
8. Laura
9. Si 'na piccerella
10. I colori dell'estate